# 73e British Academy Film Awards
De 73e British Academy Film Awards werden op 2 februari 2020 uitgereikt in de Royal Albert Hall in Londen. De prijsuitreiking werd voor het eerst gepresenteerd door Graham Norton.
De nominaties werden op 7 januari 2020 bekendgemaakt door Asa Butterfield en Ella Balinska. 1917 won zeven BAFTA's, waaronder de prijs voor beste film.

## Winnaars en genomineerden
De winnaars staan bovenaan in vet lettertype.

### Beste film
- 1917
  - The Irishman
  - Joker
  - Once Upon a Time in Hollywood
  - Parasite

### Beste regisseur
- 1917 – Sam Mendes
  - The Irishman – Martin Scorsese
  - Joker – Todd Phillips
  - Once Upon a Time in Hollywood – Quentin Tarantino
  - Parasite – Bong Joon-ho

### Beste originele scenario
- Parasite – Han Jin-won en Bong Joon-ho
  - Booksmart – Susanna Fogel, Emily Halpern, Sarah Haskins en Katie Silberman
  - Knives Out – Rian Johnson
  - Marriage Story – Noah Baumbach
  - Once Upon a Time in Hollywood – Quentin Tarantino

### Beste bewerkte scenario
- Jojo Rabbit – Taika Waititi
  - The Irishman – Steven Zaillian
  - Joker – Todd Phillips en Scott Silver
  - Little Women – Greta Gerwig
  - The Two Popes – Anthony McCarten

### Beste vrouwelijke hoofdrol
- Renée Zellweger – Judy
  - Jessie Buckley – Wild Rose
  - Scarlett Johansson – Marriage Story
  - Saoirse Ronan – Little Women
  - Charlize Theron – Bombshell

### Beste mannelijke hoofdrol
- Joaquin Phoenix – Joker
  - Leonardo DiCaprio – Once Upon a Time in Hollywood
  - Adam Driver – Marriage Story
  - Taron Egerton – Rocketman
  - Jonathan Pryce – The Two Popes

### Beste vrouwelijke bijrol
- Laura Dern – Marriage Story
  - Scarlett Johansson – Jojo Rabbit
  - Florence Pugh – Little Women
  - Margot Robbie – Bombshell
  - Margot Robbie – Once Upon a Time in Hollywood

### Beste mannelijke bijrol
- Brad Pitt – Once Upon a Time in Hollywood
  - Tom Hanks – A Beautiful Day in the Neighborhood
  - Anthony Hopkins – The Two Popes
  - Al Pacino – The Irishman
  - Joe Pesci – The Irishman

### Uitzonderlijke Britse film
- 1917
  - Bait
  - For Sama
  - Rocketman
  - Sorry We Missed You
  - The Two Popes

### Uitzonderlijk debuut van een Britse schrijver, regisseur of producent
- Bait – Mark Jenkin (schrijver/regisseur), Kate Byers, Linn Waite (producenten)
  - For Sama – Waad al-Kateab (regisseur/producent), Edward Watts (regisseur)
  - Maiden – Alex Holmes (regisseur)
  - Only You – Harry Wootliff (schrijver/regisseur)
  - Retablo – Álvaro Delgado-Aparicio (schrijver/regisseur) (ook geschreven door Héctor Gálvez)

### Beste niet-Engelstalige film
- Parasite
  - The Farewell
  - For Sama
  - Pain and Glory
  - Portrait of a Lady on Fire

### Beste documentaire
- For Sama
  - American Factory
  - Apollo 11
  - Diego Maradona
  - The Great Hack

### Beste animatiefilm
- Klaus
  - Frozen II
  - A Shaun the Sheep Movie: Farmageddon
  - Toy Story 4

### Beste originele muziek
- Joker – Hildur Guðnadóttir
  - 1917 – Thomas Newman
  - Jojo Rabbit – Michael Giacchino
  - Little Women – Alexandre Desplat
  - Star Wars: The Rise of Skywalker – John Williams

### Beste casting
- Joker – Shayna Markowitz
  - Marriage Story – Douglas Aibel en Francine Maisler
  - Once Upon a Time in Hollywood – Victoria Thomas
  - The Personal History of David Copperfield – Sarah Crowe
  - The Two Popes – Javier Braier, Barbara Giordani, Nina Gold, Francesco Vedovati en Gabriel Villegas

### Beste cinematografie
- 1917 – Roger Deakins
  - The Irishman – Rodrigo Prieto
  - Joker – Lawrence Sher
  - Le Mans '66 – Phedon Papamichael
  - The Lighthouse – Jarin Blaschke

### Beste montage
- Le Mans '66 – Andrew Buckland en Michael McCusker
  - The Irishman – Thelma Schoonmaker
  - Jojo Rabbit – Tom Eagles
  - Joker – Jeff Groth
  - Once Upon a Time in Hollywood – Fred Raskin

### Beste productieontwerp
- 1917 – Dennis Gassner en Lee Sandales
  - The Irishman – Bob Shaw en Regina Graves
  - Jojo Rabbit – Ra Vincent en Nora Sopková
  - Joker – Mark Friedberg en Kris Moran
  - Once Upon a Time in Hollywood – Barbara Ling en Nancy Haigh

### Beste kostuumontwerp
- Little Women – Jacqueline Durran
  - The Irishman – Christopher Peterson en Sandy Powell
  - Jojo Rabbit – Mayes C. Rubeo
  - Judy – Jany Temime
  - Once Upon a Time in Hollywood – Arianne Phillips

### Beste grime en haar
- Bombshell – Vivian Baker, Kazu Hiro en Anne Morgan
  - 1917 – Naomi Donne en Tristan Versluis
  - Joker – Kay Georgiou en Nicki Ledermann
  - Judy – Jeremy Woodhead
  - Rocketman – Lizzie Yianni Georgiou, Barrie Gower en Tapio Salmi

### Beste geluid
- 1917 – Scott Millan, Oliver Tarney, Rachael Tate, Mark Taylor en Stuart Wilson
  - Joker – Tod Maitland, Alan Robert Murray, Tom Ozanich en Dean Zupancic
  - Le Mans '66 – David Giammarco, Paul Massey, Steven A. Morrow en Donald Sylvester
  - Rocketman – Matthew Collinge, John Hayes, Mike Prestwood Smith en Danny Sheehan
  - Star Wars: The Rise of Skywalker – David Acord, Andy Nelson, Christopher Scarabosio, Stuart Wilson en Matthew Wood

### Beste visuele effecten
- 1917 – Greg Butler, Guillaume Rocheron en Dominic Tuohy
  - Avengers: Endgame – Matt Aitken, Dan Deleeuw, Russell Earl en Dan Sudick
  - The Irishman – Leandro Estebecorena, Stephane Grabli en Pablo Helman
  - The Lion King – Andrew R. Jones, Robert Legato, Elliot Newman en Adam Valdez
  - Star Wars: The Rise of Skywalker – Roger Guyett, Paul Kavanagh, Neal Scanlan en Dominic Tuohy

### Beste Britse korte animatie
- Grandad Was a Romantic
  - In Her Boots
  - The Magic Boat

### Beste Britse korte film
- Learning to Skateboard in a Warzone (If You're a Girl)
  - Azaar
  - Goldfish
  - Kamali
  - The Trap

## Films met meerdere nominaties
De volgende films kregen meerdere nominaties:
| Nominaties | Film                             | Awards |
| ---------- | -------------------------------- | ------ |
| 11         | Joker                            | 3      |
| 10         | The Irishman                     |        |
| 10         | Once Upon a Time in Hollywood    | 1      |
| 9          | 1917                             | 7      |
| 6          | Jojo Rabbit                      | 1      |
| 5          | Little Women                     | 1      |
| 5          | Marriage Story                   | 1      |
| 5          | The Two Popes                    |        |
| 4          | For Sama                         | 1      |
| 4          | Parasite                         | 2      |
| 4          | Rocketman                        |        |
| 3          | Bombshell                        | 1      |
| 3          | Judy                             | 1      |
| 3          | Le Mans '66                      | 1      |
| 3          | Star Wars: The Rise of Skywalker |        |
| 2          | Bait                             | 1      |

## BAFTA Fellowship
- Kathleen Kennedy[4]

## Rising Star Award
- Micheal Ward
  - Awkwafina
  - Kaitlyn Dever
  - Kelvin Harrison jr.
  - Jack Lowden

## Uitzonderlijke Britse bijdrage aan de cinema
- Andy Serkis[5]